# Johann Wadephul
Johann David Wadephul, né le 10 février 1963 à Husum, est un homme politique allemand, membre de l'Union chrétienne-démocrate d'Allemagne (CDU). En mai 2025, il est nommé ministre fédéral des Affaires étrangères.

## Biographie

### Formation
Wadephul termine ses études secondaires à la Meldorfer Gelehrtenschule (École d'érudits de Meldorf). Par la suite, il étudie le droit à Kiel et devient avocat spécialisé en droit des soins de santé et en droit social.

### Carrière en politique d'État
Wadephul rejoint le parti CDU et la jeunesse du parti en 1982.
Dès 1993, il est membre de la direction de la CDU dans le Schleswig-Holstein. Il est également secrétaire général de la CDU dans ce même Lander de 1997 à 2000, sous la direction du président du parti, Peter Kurt Würzbach. De 2000 à 2002, il préside brièvement le parti dans le Schleswig-Holstein, puis est remplacé par Peter Harry Carstensen. Pendant son mandat de président, il soutient publiquement Edmund Stoiber comme candidat du parti contre le chancelier en exercice Gerhard Schröder aux élections fédérales de 2002.
Après les élections de 2000, Wadephul est également membre du Landtag de Schleswig-Holstein, où il succède à Carstensen à la présidence du groupe parlementaire CDU lorsque le parti remporte les élections de 2005. Il ne se représente pas aux élections en 2009.

### Membre du Bundestag allemand, depuis 2009
Wadephul est membre du Bundestag allemand depuis les élections de 2009, représentant le district de Rendsburg-Eckernförde.
Wadephul est d'abord membre de la commission du travail et des affaires sociales. À la suite des élections de 2013, il est président de la commission du contrôle des élections, de l'immunité et du règlement. En outre, il est membre de la commission des affaires étrangères et du Conseil des anciens du Parlement, qui — entre autres fonctions — détermine les points quotidiens de l'ordre du jour législatif et attribue des présidents de commission en fonction de la représentation des partis.
Au sein de la commission des affaires étrangères, Wadephul est le rapporteur de son groupe parlementaire sur les relations avec le Moyen-Orient, les États arabes du golfe Persique et l'Iran. Il a également abordé des questions liées à la Biélorussie, à l'Ukraine, à la Russie et aux Balkans occidentaux. 
Dans les négociations pour former un gouvernement de coalition sous la direction de la chancelière Angela Merkel à la suite des élections fédérales de 2017, Wadephul fait partie du groupe de travail sur la politique étrangère, dirigé par Ursula von der Leyen, Gerd Müller et Sigmar Gabriel. Il est ensuite vice-président du groupe parlementaire CDU/CSU sous la direction de Volker Kauder; à ce titre, il succède à Franz Josef Jung.
En juin 2017, Wadephul a voté contre la majorité de son groupe parlementaire et en faveur de l'introduction par l'Allemagne du mariage homosexuel.
En février 2020, il plaide pour que l'arsenal atomique français sorte du giron strictement national et soit placé sous la responsabilité de l'Union européenne ou de l'OTAN.

### Ministre des Affaires étrangères
Le 6 mai 2025, il est nommé ministre fédéral des Affaires étrangères au sein du cabinet Merz nouvellement formé. Il est décrit comme pro-américain et plaide pour une amplification de l'aide militaire à l'Ukraine contre la Russie. Il succède à Annalena Baerbock.
Il s'engage à poursuivre les livraisons d'armes à destination d’Israël malgré les critiques d'associations de défense des droits de l'homme en raison des massacres de civils à Gaza.

## Vie privée
Wadephul est marié et père de trois enfants. La famille vit à Molfsee.